# Фујуз (Горњи Алпи)
Фујуз (фр. Fouillouse) насеље је и општина у Француској у региону Прованса-Алпи-Азурна обала, у департману Горњи Алпи која припада префектури Гап.
По подацима из 2011. године у општини је живело 203 становника, а густина насељености је износила 28,04 становника/km². Општина се простире на површини од 7,24 km². Налази се на средњој надморској висини од 830 метара (максималној 1.081 m, а минималној 599 m).

## Демографија
| 1962. | 1968. | 1975. | 1982. | 1990. | 1999. | 2011. |
| ----- | ----- | ----- | ----- | ----- | ----- | ----- |
| 82    | 87    | 87    | 95    | 124   | 138   | 203   |

График промене броја становника у току последњих година